# Водный автобус по реке Чаупхрая

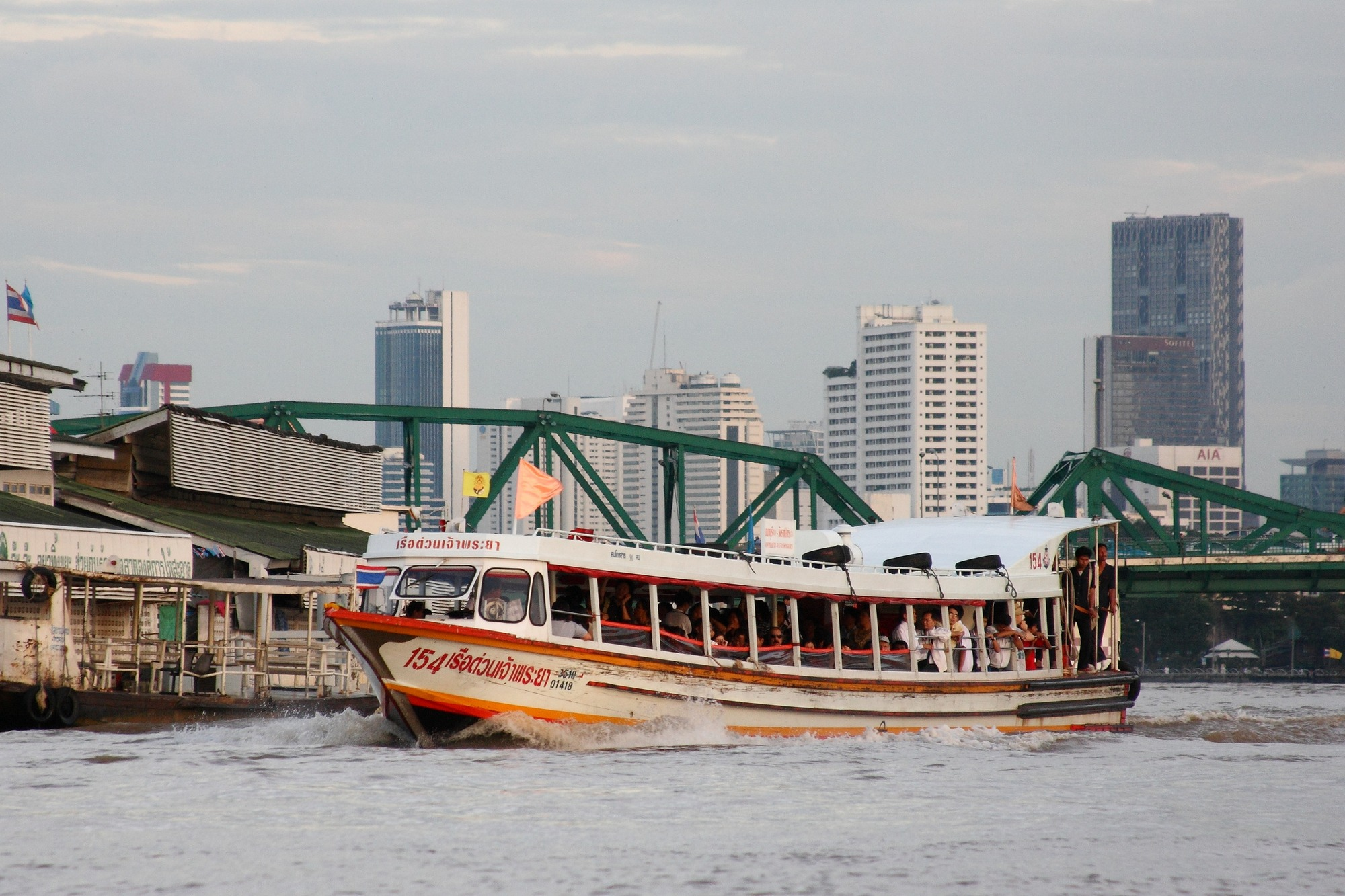
Лодка с оранжевым флагом

Водный автобус по реке Чаупхрая - водная транспортная система в Бангкоке, состоящая из нескольких протяженных маршрутов по реке Чаупхрая. 
Компания «Чаупхрая Экспресс Бот» (Chao Phraya Express Boat - CPX) (подразделение «Супатра Групп») обслуживает большое количество пирсов на берегах реки Чаупхрая и осуществляет круглогодичную навигацию с 1971 года (основатель Khunying Supatra Singholaka).

### Список станций
- N33 Pakkret
- N32 Wat Klangkret
- N31/1 Official Residence Tiwanon
- N31 Ministry of Commerce
- N30 Nonthaburi (Phibun Songkhram 3) — рядом большой рынок
- N29/1 Rama V bridge
- N29 Phibul 2
- N28 Wat Kien
- N27 Wat Tuek
- N26 Wat Khema
- N25 Phibul 1
- N24 Rama VII Bridge
- N23 Wat Soi Thong
- N22 Bang Pho
- N21 Kiak Kai
- N20 Kheaw Khai Ka
- N19 Irrigation Department
- N18 Payap
- N17/1 Wat Thepakorn
- N17 Wat Thepnahree
- N16 Krung Thon Bridge (Sung Hi)
- N15 Thewet — цветочный рынок и вьетнамский квартал
- N14 Rama VIII Bridge
- N13 Phra Arthit — улица Као Сан
- N12 Phra Pin Klao Bridge — Close to the Southern Bus Terminal
- N11 Thonburi Railway — недалеко от станции Тонбури железных дорог Таиланда
- N10 Wang Lang (Prannok) — госпиталь и рынок
- * Maharaj
- N9 Tha Chang — Королевский музей, квартал музеев и университетов.
- N8 Tha Tien — рынок морепродуктов. По состоянию на середину 2018 года, из-за ремонта, лодки останавливаются на другом берегу реки у храма Ват Арун. Старый пирс около рынка с храмом на другом берегу соединяет паром, посадка на который происходит неподалеку (около 5 минут пешком).
- N7 Rajinee — цветочный рынок
- N6 Memorial Bridge — маленькая Индия и ночной рынок
- N5 Ratchawongse — китайский квартал
- N4 Marine Department
- * River City Bangkok
- N3 Si Phraya
- N2 Wat Muang Kae
- N1 Oriental — район колониальной архитектуры
- Sathorn (Taksin Bridge) — центральный пирс, пересадка на метро Saphan Taksin BTS
- S1 Wat Sawetachat
- S2 Wat Worachanyawas
- S3 Wat Ratsingkorn

### Линии[1]
Для индикации маршрута движения лодки имеют цветовую дифференциацию флагами. Цена проезда зависит от пройденного расстояния и маршрута.

#### Зеленый флаг
От станции Sathorn с остановками: N(3, 5, 9, 10, 11, 12, 15, 16, 21, 22, 24, 29/1, 30, 31, 31/1, 32, 33). Лодки этого маршрута дальше всего уплывают на север. Стоимость проезда от 13 до 32 тайских бат. От станции N33 отдодят с 06:10 до 08:10, а со станции Sathorn с 16:05 до 18:05.

#### Желтый флаг
От станции Sathorn с остановками: N(3, 5, 10, 11, 12, 15, 21, 22, 24, 30). Экспресс лодки со стоимостью проезда от 20 до 29 батов. Ходят только утром и вечером, маршрут является частью пути, проходящего лодками с оранжевым флагом.

#### Красный (оранжевый) флаг
От станции S3 с остановками S2, Sathorn, далее N(1, 3, 4, 5, 6, 6/1, 8, 9, 10, 11, 12, 13, 15, 16, 18, 21, 22, 23, 24, 28, 29/1, 30). Стоимость проезда составляет 15 батов. Движение осуществляется с 06:00 до 19:00 с периодичностью от 5 до 20 минут (по будням) и 20 минут (по выходным).

#### Синий флаг
От станции Sathorn с остановками N(1, River City Bangkok, 5, 6/1, 8, Maharaj, 11, 13). Экскурсионный маршрут. Единственный маршрут, билеты на который следует приобретать на пирсе. Цена билета 40 тайских бат.

#### Без флага
От станции S3 с остановками S2, S1, Sathorn, далее N(1, 2, 3, 4, 5, 6, 6/1, 7, 8, 9, 10, 11, 12, 13, 14, 15, 16, 17, 17/1, 18, 19, 20, 21, 22, 23, 24, 25, 26, 27, 28, 29, 30). Стоимость проезда составляет от 10 до 14 батов. Движение осуществляется по будним дням с периодичностью 20 — 25 минут в период с 07:30 — 16:00.
К 2022 году работают 4 маршрута: "оранжевый", "желтый", "зеленый", "красный". По выходным и праздничным дням лодки не выходят на маршрут. Стоимость проезда не превышает 20 батов в зависимости от дистанции. Исключением является "красный" маршрут с ценой в 30 батов, обслуживаемый с 2020 года четырьмя дизельными алюминиевыми катамаранами с кондиционируемыми салонами.

## Транспорт
К середине 2022 года флотилия CPX насчитывает 56 судов, обслуживающих 4 маршрута.

## Награды
Награда "Best River Ferry" в конкурсе "Work Boat World 2020" организованным Baird Maritime за катамаран Riva Express 4, произведенный по австралийскому проекту на тайской верфи ASIMAR.

## Развитие
Компания декларирует переход к экологически чистому транспорту с нулевыми выбросами. В начале 2021 года компания объявила о шестимесячной тестовой эксплуатации экспериментального катамарана производства государственной компании EGAT. В апреле 2022 года компания озвучила планы по модернизации флота путем приобретения 30 электрических судов, вместимостью 250 пассажиров каждый. К сотрудничеству был приглашен IFC. Объявлено о сотрудничестве с компанией Sharge с целью разработки системы энергоснабжения будущего электрического общественного транспорта.